# Styrenhet (fordon)
Styrenhet för ett fordon eller ECU (Electronic Control Unit) är en elektronikbox (inbyggt system) med hårdvara och programvara som styr ett eller flera funktionsområden i ett fordon. Syftena är att dels erbjuda fler och bättre funktioner för användarna av fordonen och dels att reducera kablarna så att kostnaderna minskar. Styrenheterna ingår oftast i ett eller flera datornätverk, som gör att de kan samverka, få programvaran uppdaterad vid service samt underlätta feldiagnos. Vissa styrenheter är mycket stora med kraftfull processor, stort minne, snabb kommunikation samt många anslutningar av sensorer och aktuerare t.ex. bilens centraldator. Andra är små som en sockerbit med en enkel 8-bits-processor och några sensorer t.ex. en batteriövervakare. Sedan år 2000 pågår en standardisering av programvarorna med Autosar så att de kan köras på olika hårdvaror.   

## Typiska funktionsområden
I välutrustade personbilar kan det finnas över 100 styrenheter. Olika fabrikat använder olika förkortningar för samma funktionsområde . Några vanliga exempel på större styrenheter:
- Motorstyrning (ECM Engine Control Module eller ECU Engine Control Unit). Tidigare fanns styrenheter för farthållare men dessa ingår nu ofta i motorstyrsystemen. På äldre bilar var ibland motorstyrningen uppdelad på bränslestyrning (FCM Fuel Control Module) och tändningsstyrning (ICM Ignition Control Module).
- Transmissionsstyrning av växellåda (TCM Transmission Condrol Module) och fyrhjulsdrift (DEM Differential Electronic Module). I många bilar är motorstyrning och transmission hopbyggda i samma styrenhet (PCM Powertrain Control Module).
- I el- och hybridbilar kan det finnas batteristyrning, elmotorstyrning och kanske laddstyrning.
- Chassistyrning vanligen uppdelad i: 
  - Bromsstyrning (BCM Brake Control Module) med låsningsfria bromsar, bromskraftstyrning mm samt parkeringbroms (PBM Park Brake Module).
  - Antisladdsystem (ESC Electronic Stability Control eller DSTC Dynamic Stability & Traction Control) med varierande mängd funktioner t.ex. att motverka släpvagnssvängningar (TCM Trailer Control Module).
  - Stötdämparstyrning med en mängd namn och ibland fjädringsstyrning.
- Säkerhetsstyrning, passiv och aktiv säkerhet:
  - Krockkuddesystem (SRS Supplemental Restraint System).
  - Autobromssystem (CVM Closing Velocity Module och FSM Forward Sensing Module). Här ingår ibland även adaptiva farthållare som håller avståndet till framförvarande.
  - Radarövervakning vid backning och andra manövrer samt automatisk fickparkering.
  - Kameraövervakning av död vinkel, backning, vingelvarning mm.
- Karossfunktioner. Många av dessa samlas i en central styrenhet (CEM Central Electronic Module eller BCM Body Central Module) t.ex. belysningar, lås och larm. Se även Stöldskydd (bil).
  - Dörrfunktioner (DDM Driver Door Module) för hantering av lås, fönster, backspeglar och i vissa fall högtalare samt styrenhet för taklucka, dörrstängare och lucköppnare.
  - Stolfunktioner för inställningar, uppvärmning, massage mm.
  - Belysning med strålkastarinställning, avbländning, innerbelysning och glödtrådskontroll. Ibland samlat i en särskild styrenhet för bakbelysning och en för släpvagnsbelysning.
  - Larm med styrsystem för olika detekteringar (rörelse, lutning och GPS-koordinater)
  - Nyckelfri låsning och start (KVM Keyless Vehicle Module)
- Förarmanövrering
  - Rattspakar och rattknappar (SWM Steering Wheel Modules)
  - Växelväljare (GSM Gear Selector Module)
  - Instrument och meddelanden (DIM Driver Information Module)
  - Navigator (vanligen inbyggd i underhållningssystemet)
- Klimatstyrning (CCM Climate Control Module)
  - Temperaturer och utblås och avisningsfunktioner.
  - Bränslevärmare med timers (CPM Combustion Preheater Module)
- Underhållning (Infotainment)
  - Mottagare för radio, TV, DVD och Internet samt ingångar för USB och mediaspelare mm
  - Handsfree telefon via Bluetooth.
  - Förstärkare för audio
  - Bildskärm (-ar) med menyhantering från pekskärm, rattknappar eller liknande samt ingång från backkameror mm.

Exempel på mindre styrenheter:
- Sensorer för rörelsedetektering, batterikondition (spänning, ström, temp. mm), regnsensor, gaspedal, laddningsreglering (ACM Alternator Control Module) mm.
- Knapp-paneler för rattknappar, rattspakar och ljusreglage.
- Aktuerare med positionsstyrning av elmotorer t.ex. ventilationsspjäll (DMM Damper Motor Module), strålkastare vertikalt/horisontellt (HCM Headlamp Control Module), stoljusteringar (PSM Power Seat Module) och torkarmotorer.
- Aktuerare med temperaturstyrning av säten, larmsirén mm.

Motorcyklar kan ha en delmängd av bilarnas styrenheter t.ex. motorstyrning och ABS-bromsar. Bussar och lastbilar kan ha en mängd ytterligare styrenheter för olika inredningar och påbyggnader.

## Utformning
Större styrenheter utgörs av kretskort med processor, minnen, kommunikationskretsar, "solid state"-reläer (Triacs), vanliga reläer, kontaktuttag mm. De är inkapslade i plast- eller metallådor. Eftersom de är känsliga för korrosion försöker man placera dem inuti kupén. Men vissa måste placeras t.ex. i motorutrymmet men kan då förses med ventilation av torr luft från kupén i vissa fall. Vissa kontaktstift är silver- eller guld-pläterade för känsliga kretsar.
Små styrenheter har ofta kretsar helt inkapslade i plast och hopbyggda med de komponenter de styr. T.ex. i torkarmotorer och knapp-paneler.

## Fördelar med styrenheter
Den största fördelen är att programmerbarheten , känsligare sensorer och effektivare aktuerare möjliggör flera och exaktare funktioner i fordonet . Det kan göra att säkerhet, miljövänlighet och bekvämlighet kan öka vid användningen av fordonet.
En annan fördel är att kablagen kan reduceras genom att en styrenhet kan sända kommandon till en annan via ett kommunikationsnät  i fordonet. T.ex. mellan kaross och dörrar, anslutningarna till rattstångens alla manöverknappar och mellan infotainment-systemets olika styrenheter. Det gör att tillverkningskostnaderna minskar samtidigt som felfrekvenserna även minskar.
Styrenheterna programmeras att bevaka att anslutna kretsar har rimliga strömmar och kan sända felmeddelanden vid onormala värden. Särskilt viktigt är att de kan lagra hela serier av fel-koder vid intermittenta fel såsom glappkontakt. Genom att koppla in en diagnosenhet (som egentligen är en sorts styrenhet) till det standardiserade uttaget On Board Diagnostics - OBD, så kan man väsentligt förenkla felsökningen och minska reparationskostnaderna .
Slutligen kan biltillverkarna rätta upptäckta fel i programvaran och dessutom förbättra eller lägga till funktioner i nya programversioner. Dessa nya versioner kan laddas ned i styrenheterna vid service genom att man håller reda på vilka versioner som varje fordon har. Detta ger kunden ett extra värde vid servicen. Vissa bedömare tror att i framtiden finns en marknad för bil-appar liknande de som för smarta telefoner (se Autosar).

## Nackdelar med styrenheter
Styrenheter har en viss strömförbrukning. De flesta slås av när bilen lämnas. Det gör att t.ex. vissa funktioner måste lösas på konventionell väg med separata kablar. Exempel på funktioner som ska kunna strömförsörjas hela tiden utan att bilen är igång är larm, dörrar, fjärrkontroll till lås, nyckelfria system. Dessa styrdes tidigare ej av styrenheter med datatrafik utan via vanliga kablar. I nyare bilar (2010-talet) finns sätt att väcka upp ett urval av styrenenheterna via datalänken, så funktioner kan få stöd av datatrafik även om de är avstängda en stor del av tiden.
Styrenheterna är relativt dyra och känsliga för fukt. En bil som blir delvis översvämmad blir mycket dyr att reparera.
Vissa komponenter i styrenheterna, såsom processorer, utvecklas snabbt och gamla upphör att tillverkas. Det komplicerar reservdelsförsörjningen när bilarna blir gamla. Delvis försöker man möta detta genom att låta nya styrenheter bli bakåtkompatibla med gamla. D.v.s. en ny styrenhet fungerar i en äldre bil. I andra fall bedömer man reservdelsbehovet när en modell slutar tillverkas och lagrar tillräckligt många, eftersom de är betydligt billigare att masstillverka än att tillverka som reservdel.
Möjligheten att pirattillverka styrenheter är mindre vilket kan ge lägre prispress på reservdelar.
Även om feldiagnoserna vanligen förenklas så kan det uppstå fall när felen inte förutses helt av styrenheterna. I dessa få fall kan då felsökningen bli väsentligt svårare genom den logiska komplexitet som finns i styrenheterna.